# Ora discoidea
Ora discoidea är en skalbaggsart som beskrevs av Champion. Ora discoidea ingår i släktet Ora och familjen mjukbaggar. Inga underarter finns listade i Catalogue of Life.